# Min store tjocke far
Min store tjocke far är en svensk långfilm från 1992 i regi av Kjell-Åke Andersson, med Nick Börjlind, Rolf Lassgård, Ann Petrén och Gunilla Röör i rollerna.

## Rollista
| Nick Börjlind      | – Osvald Nilsson               |
| Rolf Lassgård      | – Fritz Algot 'Tjaffo' Nilsson |
| Ann Petrén         | – Victoria Nilsson             |
| Gunilla Röör       | – Birgitta                     |
| Krister Henriksson | – Bertil                       |
| Halvar Björk       | – Sunden                       |
| Lena Strömdahl     | – Aunt                         |
| Jimmy Almström     | – Läppen                       |
| Yvonne Schaloske   | – Puddingen                    |
| Bertil Norström    | – Erik Davidsson               |
| Wallis Grahn       | – Rut Davidsson                |
| Tomas Norström     | – Vicar                        |
| Leif Andrée        | – Hogga                        |
| Lasse Petterson    | – Edvin Friberg                |
| Sture Hovstadius   | – Verger                       |

## Citat
- - Vad kännetecknar en stor människa då? - Att den är rädd om sin familj.
- - Ska jag ge dig ett tips? Om du träffar en pudding, sitt aldrig med en Dry Martini innan hon kommer. Om du behöver gå på muggen, skaka av han ordentligt. Säg alltid att hon har klippt sig, säg det även om hon inte har gjort det.
- - Varje gång du grips av oro, ska du vila hos en häst. Hästen är som en kvinna, man ska alltid klappa en kvinna innan man går in till henne. Tyvärr vill dom också veta varför man kommit. Men det gäller inte hästar.
- - Sjunger du? - Nää, jag bara visslar på korna.
- - Jag ska bara blåsa av en grej. Sitt å väx.